# Yucca thompsoniana
Espèce
Synonymes
- Yucca rostrata var. integra Trel.[1] [2]

Yucca thompsoniana, plus communément nommé Yucca à bec, est une espèce de plantes à fleurs de la famille des Asparagaceae. Ce yucca est recherché pour son effet ornemental pour les jardins de plantes xérophytes, sa résistance au froid et sa silhouette caractéristique des déserts nord-américains. Il est proche de l'espèce Yucca rostrata.

## Répartition
L'espèce est trouvée en Amérique du Nord, dans l'État du Texas aux États-Unis, et dans les États de Chihuahua et de Coahuila au Mexique.